# Piastra di Petri

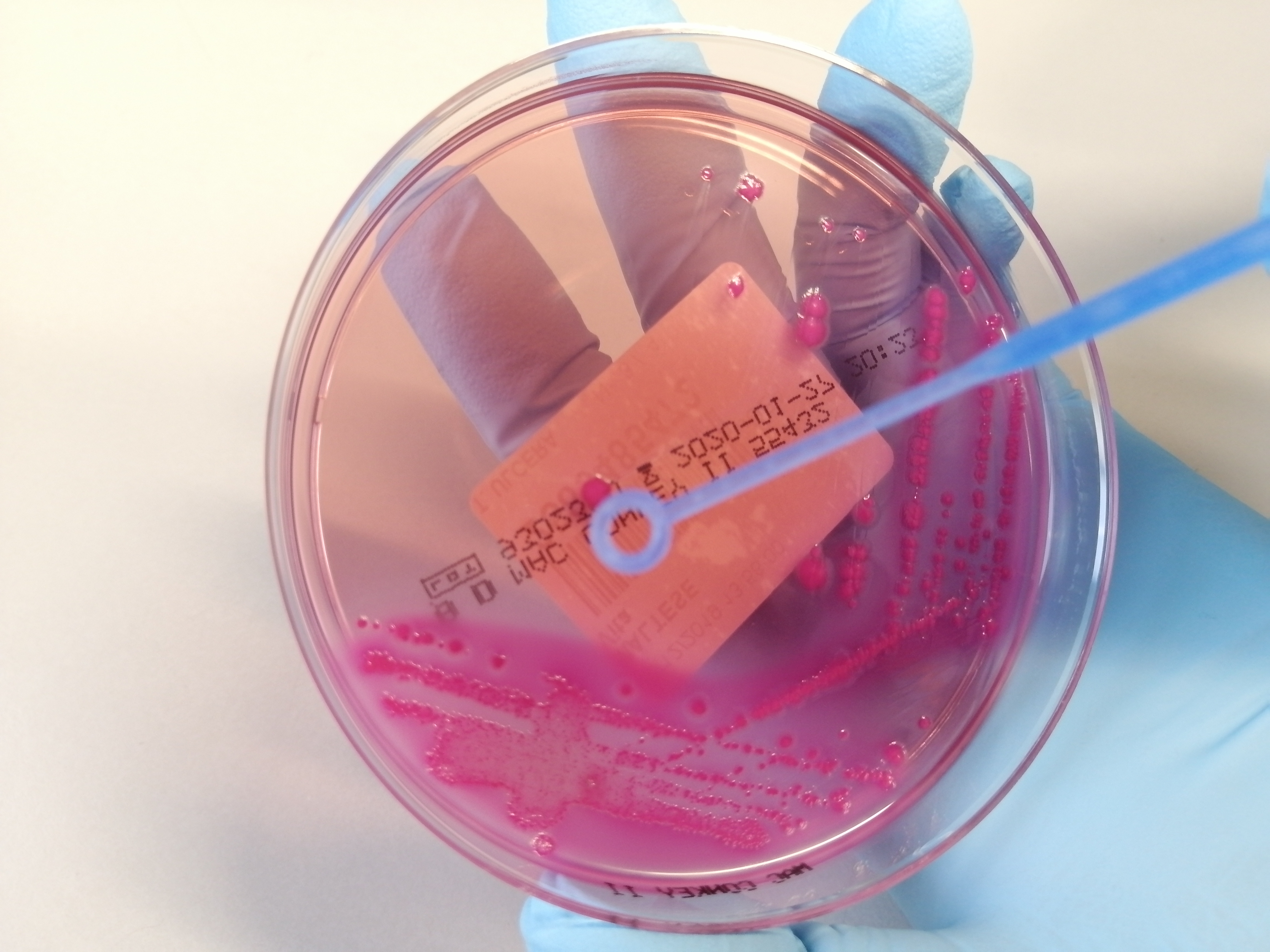
Una piastra di Petri

La piastra o capsula di Petri (spesso definita semplicemente Petri) è un recipiente piatto di vetro o plastica, solitamente di forma cilindrica; è un importante strumento di lavoro in molti campi della biologia, per la crescita di colture cellulari e perché permette di osservare a occhio nudo colonie batteriche. Essa prende il nome dal batteriologo Julius Richard Petri, assistente di Robert Koch, che la inventò nel 1877. Le piastre più utilizzate hanno un diametro tra i 75 e i 100 mm e un'altezza di 15 mm.

## Utilizzo

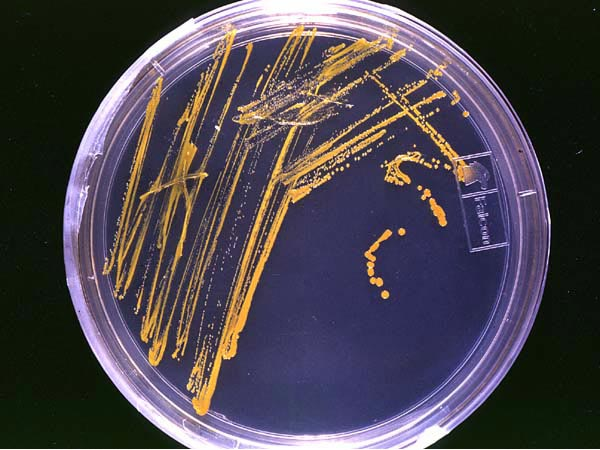
Una capsula con terreno solido con colonie batteriche

La piastra di Petri è il più diffuso contenitore per terreni di coltura solidi e semisolidi. La piastra, precedentemente sterilizzata, viene riempita da terreno di coltura e agar agar liquido. Grazie all'agar il terreno, raffreddandosi, solidifica e assume la forma cilindrica del recipiente. Su di esso possono poi essere coltivate colonie cellulari con diverse tecniche. Altri usi delle piastre di Petri non coinvolgono l'agar, per esempio le colture cellulari. Oltre che essere utili per fare piatti con agar, le piastre di Petri vuote possono essere utilizzate per osservare la germinazione di piante o il comportamento di batteri oppure, nella pratica giornaliera di laboratorio, possono funzionare anche come portacampioni in laboratorio.
La piastra è provvista di un coperchio che permette il passaggio di aria, necessaria nella maggior parte dei casi per la crescita batterica, e impedisce il passaggio di altri microorganismi che potrebbero contaminare il terreno. Subito dopo l'inserimento del terreno bollente, si può isolare la capsula rivestendo la porzione laterale con della pellicola detta parafilm. Le capsule con il terreno che sta solidificando vengono poi conservate a bassa temperatura, solitamente in frigorifero, e rovesciate: il rovesciamento è importante perché impedisce che la "condensa", che si forma dal vapore del terreno in raffreddamento, si aggreghi in goccioline che potrebbero cadere sul terreno alterandolo o alterando eventuali colonie fatte crescere su di esso.
Alcuni modelli di piastre possiedono un anello alla base o sul coperchio. Questo anello permette di incastrarle fra loro, impedendo lo scivolamento quando vengono impilate le une sulle altre. Piatti multipli possono essere uniti in un contenitore di plastica per creare quello che viene chiamato "multi-well plate". Le capsule in vetro, dopo essere state svuotate, possono essere riutilizzate in seguito a sterilizzazione (per esempio, riscaldamento a 160 °C per un'ora); quelle in plastica, al contrario, devono essere smaltite come rifiuti speciali dopo un singolo utilizzo.